# Хорн Лејк (Мисисипи)
Хорн Лејк (енгл. Horn Lake) град је у америчкој савезној држави Мисисипи.

## Демографија
По попису из 2010. године број становника је 26.066, што је 11.967 (84,9%) становника више него 2000. године.
| Група             | 2000.          | 2010.          |
| Белци             | 11.463 (81,3%) | 14.664 (56,3%) |
| Афроамериканци    | 1.729 (12,3%)  | 8.565 (32,9%)  |
| Азијати           | 126 (0,9%)     | 263 (1,0%)     |
| Хиспаноамериканци | 603 (4,3%)     | 2.093 (8,0%)   |
| Укупно            | 14.099         | 26.066         |